# Degerfors IF

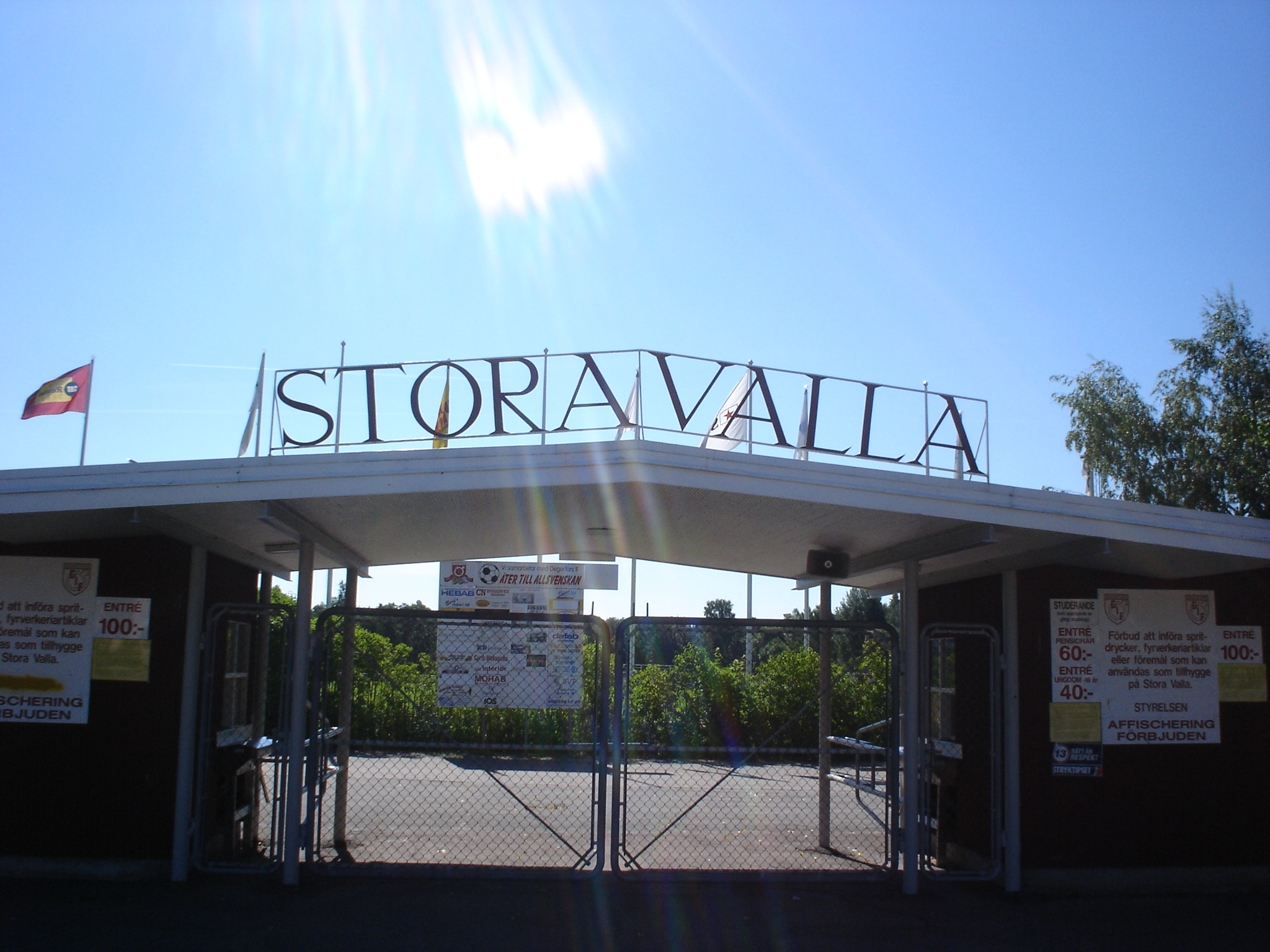
Vchod na stadion Stora Valla

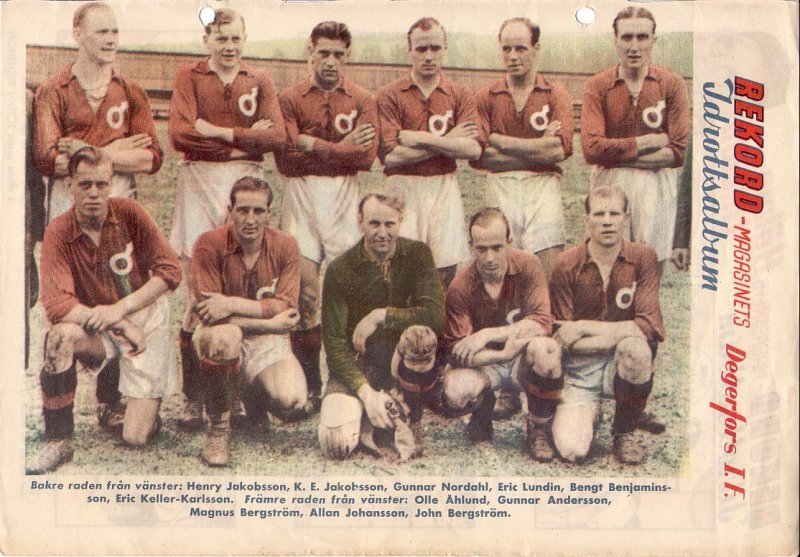
Tým Degerfors IF ze sezóny 1942/43 Allsvenskan s Gunnarem Nordahlem

Degerfors IF (celým názvem Degerfors Idrottsförening) je švédský fotbalový klub z Degerfors, který byl založen v roce 1907. Svá domácí utkání hraje na stadionu Stora Valla s kapacitou 12 500 diváků. Klubové barvy jsou červená a bílá.

## Historie
Jediným výrazným úspěchem klubu na domácí scéně je vítězství ve švédském poháru Svenska Cupen v sezóně 1992/93, kdy ve finále v Göteborgu před necelými 5 100 diváky porazil tým Landskrona BoIS 3:0. V ligové soutěži Allsvenskan se dvakrát umístil na druhé příčce (v sezónách 1940/41 a 1963).
V sezóně 2012 umístil na 12. místě švédské druhé ligy Superettan.

## Úspěchy
- Allsvenskan - 2× 2. místo (1940/41 a 1963)
- Svenska Cupen (švédský fotbalový pohár) - 1× vítěz (1992/93)[4][2]